# Neoperla harina
Neoperla harina är en bäcksländeart som beskrevs av Navás 1929. Neoperla harina ingår i släktet Neoperla och familjen jättebäcksländor. Inga underarter finns listade i Catalogue of Life.